# François Baffard
Pour les articles homonymes, voir Ange (homonymie).
François Baffard (ou Raffard), dit le Père Ange de Sainte-Rosalie, né en 1655 à Blois et mort en 1726 à Paris, est un savant généalogiste français.

## Biographie
Né à Blois en janvier 1655, il prend l'habit de religieux chez les Augustins déchaussés à Paris en février 1671 et fait profession le 22 février 1672.
En tant que religieux, il a rempli les 1ères charges de sa province et de sa congrégation.
Il montrait du talent pour la chaire et prêcha avec succès plusieurs Avents et carêmes, mais renonça à toute occupation autre que la poursuite du travail du Père Anselme.
Il a rédigé l'État de la France, qui est un exposé de tous les offices ecclésiastiques, civils et militaires, avec leurs prérogatives et leur origine.
Il revit et augmenta considérablement l'Histoire généalogique de la maison de France du Père Anselme, ouvrage qui fut longtemps une référence. Il y a notamment ajouté les généalogies des Pairs ecclésiastiques et civils.
Il allait publier son travail lorsqu'il mourut subitement le 4 janvier 1726 dans son couvent à Paris, âgé de 71 ans dont 54 passés dans le cloître. Le Père Simplicien, avec qui il s'était associé pour la rédaction, le publia en 1726.